# Hogna nonannulata
Hogna nonannulata este o specie de păianjeni din genul Hogna, familia Lycosidae, descrisă de Wunderlich, 1995.
Este endemică în Madeira. Conform Catalogue of Life specia Hogna nonannulata nu are subspecii cunoscute.